# Aprélevka
|  | Per a altres significats, vegeu «Aprélevka (Crimea)». |

Aprélevka - Апрелевка (rus) - és una ciutat de l'óblast de Moscou, a Rússia. Aprélevka fou fundada el 1899, i obtingué l'estatus de ciutat el 1961. El nom de la vila prové del mot rus апрель, que vol dir 'abril'. Durant l'època soviètica s'hi construí una gran fàbrica, el 1910, per part d'industrials alemanys, i fabricava discs de vinil.